# Rhynchothorax barnardi
Rhynchothorax barnardi is een zeespin uit de familie Rhynchothoracidae. De soort behoort tot het geslacht Rhynchothorax. Rhynchothorax barnardi werd in 1971 voor het eerst wetenschappelijk beschreven door Child & Hedgpeth. 